# Јоже Борштнар
Јоже Борштнар Габровчан (Литија, 8. новембар 1915 — Љубљана, 23. март 1992), учесник Народноослободилачке борбе, друштвено-политички радник Социјалистичке Републике Словеније и народни херој Југославије.

## Биографија
Рођен је 8. новембра 1915. у Литији. Борштнар је ушао у Напредни раднички покрет као слушалац Железничке саобраћајне школе у Београду. При завршетку школе постао је отправник возова у Рајхенбургу, где је постао партијски руководилац.
Након упада италијанских фашистичких трупа у Долењску и Белу Крајину, железничари су се припремали за оружани отпор. Јоже након тога одлази у Ново Место, повезује напредне снаге са Ослободилачким фронтом и ради на стварању партизанских јединица. Добио је позив партије, у пролеће 1941. године, неки од железничара одлазе у партизане. Међу првима је био Борштнар, који је водио организацију отпора против окупатора.
Борштнар се посебно истакао и убзо је постао војни руководилац. Од октобра 1941. до јуна 1942. је био члан Окружног комитета КПЈ за Белу Крајину, а након тога и политички комесар Белокрајинског партизанског одреда. Од тада се непрекидно налазио у борбеним јединицама Народноослободилачке војске. Из Белокрајинског одреда прешао је у Бригаду, где је до јула 1943. године био политички комесар.
Радио је по свим крајевима Словеније. Истакао се у борби у Долењској и Белој Крајини. Године 1944. отишао је у Штајерску. Као политички комесар, а затим командант Четврте оперативне зоне. Пошто су јединице ојачане новим борцима, Јоже прави промену у систему вођења борби. Почело је систематско ослобођење територије. Под његовом командом су јединице врло брзо ослободиле Савињску долину. Јоже је такође био и борац који је учествовао у најтежим борбама. 
У августу 1944. године предложен је за команданта Деветог корпуса у Приморску. Најтежи задаци су били припремање напада на Трст и испитивање могућности за продирање јединица. У пробоју непријатељског обруча у Војсци код Идрије, Јоже је са својим саборцима кренуо у јуриш на утврђене непријатељске положаје. Штаб Деветог корпуса успео је да усмери поход јединица према Трсту. Тако је пружена велика помоћ јединицама Четврте армије у тешким борбама.
После ослобођења Југославије, вршио је многе одговорне дужности. Био је директор Железница у Љубљани, помоћник министра саобраћаја у Влади ФНРЈ и министар саобраћаја у Влади НР Словенији. Године 1945. биран је за народног посланика Народне скупштине ФНРЈ. Године 1953. постао је члан Извршног већа Народне скупштине Словеније. Био је резервни генерал-мајор ЈНА, члан Централног комитета Савеза комуниста Словеније и члан Главног одбора Социјалистичког савеза радног народа Словеније.
Носилац је Партизанске споменице 1941. и других југословенских одликовања, међу којима су — Орден партизанске звезде првог реда, Орден братства и јединства првог реда, Орден заслуга за народ другог реда и Орден за храброст. Орденом народног хероја одликован је 15. јула 1952. године.